# Estaing (Aveyron)
Estaing é uma comuna francesa na região administrativa de Occitânia, no departamento de Aveyron. Estende-se por uma área de 16,96 km². Em 2010 a comuna tinha 488 habitantes (densidade: 28,8 hab./km²).
Pertence à rede das As mais belas aldeias de França.